# Дубяго, Дмитрий Иванович
Дми́трий Ива́нович Дубя́го (1849, Мстиславль, Могилёвская губерния — 1918, Казань) — русский астроном, профессор, декан физико-математического факультета и ректор Императорского Казанского университета (1899—1905); тайный советник.

## Биография
Родился 3 октября 1849 года в семье потомственного дворянина Ивана Семёновича Репойто-Дубяго. Кроме старшего, Дмитрия, было ещё три сына и дочь.
По окончании с золотой медалью Могилёвской гимназии (1868) поступил на физико-математический факультет Императорского Санкт-Петербургского университета.
В 1871 году студент Дубяго был удостоен золотой медали Санкт-Петербургского университета за работу «О спектральном анализе в применении к астрономическим наблюдениям». В 1872 году окончил университет и был оставлен при нём для подготовки к профессорской деятельности. С 1873 года работал в Пулковской обсерватории под руководством О. В. Струве. В 1878 году Д. И. Дубяго получил звание магистра астрономии и геодезии за сочинение «Исследование орбиты спутника Нептуна — Тритона — по наблюдениям, произведённым с Пулковским рефрактором с 1847 по 1876 гг.» и стал адъюнкт-астрономом обсерватории.
Работу в Пулково Дубяго успешно сочетал с чтением лекций по астрономии и геодезии в Петербургском университете. В 1881 году за диссертацию «Теория движения планеты Дианы» он получил степень доктора астрономии и геодезии. В 1883—1884 годах Д. И. Дубяго — приват-доцент Петербургского университета.
В конце 1884 года ему было предложено место директора обсерватории Казанского университета и профессора астрономии, освободившееся после смерти профессора М. А. Ковальского. По прибытии в Казань в письме своему другу, В. П. Энгельгардту, выразил удивление, что «отношения профессоров здесь к студентам не такие, к которым я привык, и, как мне кажется, не такие, чтобы соответствовать понятию об университете» и просил его учредить при Казанском университете фонд помощи особо нуждающимся талантливым студентам. К приезду Дубяго доступ в обсерваторию, оснащённую отличными инструментами, был лишь немногим привилегированным лицам, а в штате числились лишь астроном и помощник. И Дубяго решил сделать её доступной для всех желающих заниматься наблюдательной астрономией: в штат кафедры астрономии вводятся приват-доцент и два ассистента, которые должны были помогать в учебном процессе и при наблюдениях; организуется вычислительное бюро; с 1893 года им регулярно начали издаваться сборники «Труды Астрономической обсерватории Казанского университета». Он начал наблюдения Луны: покрытия ею звёзд, исследования её движения и либрации; продолжил начатое М. А. Ковальским изучение вариаций широты Казани.
Д. И. Дубяго организовал и руководил научными экспедициями по наблюдению полных солнечных затмений на территории России — в 1887, 1896, 1912 и 1914 годах.
В январе 1890 года Д. И. Дубяго стал деканом физико-математического факультета.
В декабре 1897 года Дубяго был откомандирован в Дрезден для поднесения диплома почётного члена Казанского университета доктору астрономии В. П. Энгельгардту, который, прекратив по болезни практические наблюдения, передал вскоре всё оборудование своей дрезденской обсерватории в дар Казанскому университету.
С 21 июля 1899 года Д. И. Дубяго был назначен ректором Казанского университета, что способствовало положительному решению о строительстве рядом с Казанью второй обсерватории. В 1901 году все здания обсерватории были уже построены; установлен главный инструмент — подаренный Энгельгардтом 12-дюймовый рефрактор-экваториал и 21 сентября 1901 года состоялось торжественное открытие новой «Лесной обсерватории», в честь дарителя получившей название «Энгельгардтовская», директором которой стал Д. И. Дубяго.
В 1906 году Д. И. Дубяго был произведён в тайные советники и утверждён в звании заслуженного ординарного профессора.
Умер 22 октября 1918 года во время сильной эпидемии испанки. Похоронен под Южной мирой Энгельгардтовской обсерватории.
Дмитрий Иванович Дубяго — кавалер орденов Св. Станислава всех степеней, Св. Владимира всех степеней, Св. Анны и многих других наград.
Основные научные работы относятся к теоретической астрономии, астрометрии и гравиметрии. По наблюдениям казанских астрономов, проведённых в период 1869—1892 годов, он составил каталог координат 4281 звезды для международного зонного каталога. Создал теорию движения астероида Диана. Открыл периодическую комету C/1921 H1 (Дубяго).
В честь Д. И. Дубяго и его сына, советского астронома А. Д. Дубяго назван лунный кратер.
Именем Дубяго назван открытый 3 августа 1930 года Е. Ф. Скворцовым в Симеизской обсерватории астероид (1167) Дубяго (Dubiago) 1930 PB.

## Семья
Жена: Елизавета Фёдоровна, урождённая Шмелёва
Дети: Сергей, Андрей, Александр, Юрий, Ксения.